# Zilverchloride
Zilverchloride is een zilverhalogenide en heeft verhoudingsformule AgCl. Het is een samengestelde stof met een ionaire binding tussen zilver en chloor. Het is een zout dat gevoelig is voor licht en kan in de fotografie worden gebruikt. Bij blootstelling aan licht vormt zich door fotodissociatie metallisch zilver.
Zilverchloride komt in de natuur voor als het zeldzame mineraal chloorargyriet.

## Toepassingen
- Een laagje zilverchloride maakt van de zilverchloride-elektrode een stabiele referentie-elektrode.
- Een andere toepassing van zilverchloride is in fotochrome brillenglazen, die bij fel zonlicht vanzelf donkerder worden.
- Zilverchloride wordt in de analytische chemie niet vaak als reagens gebruikt. De stof ontstaat wel als het gemeten reactieproduct bij veel bepalingen van chloride. Het wordt ook bij het oplossen van zilvernitraat in kraanwater gevormd door de concentratie chloride die daarin doorgaans aanwezig is.